# فاکس (دهانه)
فاکس یک دهانه برخوردی در ماه‌ است.

## دهانه‌های اقماری
این دهانه ۱ دهانه اقماری دارد.
| Fox | عرض جغرافیایی | طول جغرافیایی | قطر          |
| --- | ------------- | ------------- | ------------ |
| A   | ۱.۵° N        | ۹۸.۳° E       | ۱۳.۰ کیلومتر |